# Holiday in Mexico
Holiday in Mexico és una pel·lícula musical de comèdia estatunidenca en technicolor del 1946 dirigida per George Sidney i protagonitzada per Walter Pidgeon, Jane Powell i Ilona Massey. Va ser produïda per Metro-Goldwyn-Mayer i va ser la primera pel·lícula de Powell per a l'estudi Hollywood que l'havia posat sota contracte.

## Argument
La pel·lícula comença amb un breu dibuix animat de cables telefònics des de Washington, DC intentant trucar a Mèxic. Jeffrey Evans (Walter Pidgeon), un ambaixador estatunidenc a Mèxic, és l'únic pare de la seva filla adolescent, Christine (Jane Powell). Troba realització en gestionar la vida del seu pare i passar temps amb ell. El seu pare l'obliga a assistir a una festa on l'espera el seu amic de la infància, Stanley Owen (Roddy McDowall), que acaba de complir setze anys. Com a venjança, regala a Stanley una de les pipes noves i cares del seu pare. Stanley, pensant que aquest regal estava destinat a demostrar que finalment és un home, li demana a Christine que sigui "la seva noia", però ella insisteix que està massa ocupada per això. Yvette Baranga (Helene Stanley), la filla de l'ambaixador francès, demana a Christine si pot assistir a la propera festa de Jeffrey Evans. Christine està d'acord, sense saber que Yvette està enamorada del seu pare. Quan tornen a casa, Christine demana al seu pare que li permeti organitzar la festa, a la qual ell accepta. L'endemà, Stanley ve a portar-la a les seves encàrrecs. La Christine es disculpa per ser grollera amb l'Stanley, i diu que no l'ha de conduir, però ell la porta a parlar amb Toni Karpathy (Ilona Massey), que accepta cantar a la festa. Sense que ho sàpiga Christine, Toni va ser una vegada un interès amorós del seu pare.
Aleshores va a conèixer el virtuós del piano (Josep Iturbi Bàguena). Ell està impressionat per les seves habilitats per tornar a posar la seva casa boja en el seu lloc i comenta que el seu pare té la sort de tenir-la, però queda bocabadat quan la sent cantar i li demana que actuï al seu concert. Ella rebutja perquè ella i el seu pare marxaran a visitar la seva àvia. La festa és un èxit, però Christine se'n perd la meitat perquè s'ha oblidat de preparar-se. Se li puja l'ànim quan arriba en Jose i no només actua, sinó que li regala un ram car. Stanley es posa gelós i discuteix amb Christine.
Durant tota la setmana, Jeffrey Evans passa més temps amb Toni. La Christine, sense saber què està fent el seu pare, truca a l'Stanley. Ella l’ajuda a colar-la al club nocturn per espiar el seu pare. Superen amb èxit els guàrdies, però l'Stanley es fa el ximple en ensopegar amb clients. Quan Christine veu al seu pare al club amb en Toni, se'n va tristament. A casa es queixa que ja no la necessita ningú. L'Stanley diu que la necessita, però Christine el deixa a terra dient que té la seva mare per cuidar-lo. Aleshores recorda el que li va dir en José i comença a somiar amb casar-se amb ell, tot i que ell és dècades més gran que ella. Stanley marxa furiós. Més tard, el seu pare li diu que no anirà a visitar l'àvia de Christine. Christine també decideix quedar-se per poder actuar al concert d'en Jose.
L'Stanley visita en Jeffrey i li diu que està enamorada d'en José, però el seu pare li assegura que no té res de què preocupar-se. Tanmateix, es reconsidera quan veu un dels seus dibuixos de Jose. Yvette passa per aquí i Jeffery, pensant que estava visitant Christine, li pregunta si és possible que una dona més jove com ella estigui interessada en un home gran. Yvette, creient que es refereix a ella, diu que sí i se'n va feliç.
Jeffrey va a veure en Jose i descobreix que no està romànticament interessat en Christine. Els Evans visiten José i ell presenta la Christine als seus néts. La Christine, commocionada, torna a casa i amb llàgrimes se'n va a la seva habitació a fer les maletes per a la de la seva àvia. Jeffrey intenta seguir-lo, però l'ambaixador francès l'atura, que intenta fer arranjaments perquè Yvette es casi amb Jeffrey. Adonant-se que aquesta situació necessitaria per sempre resoldre's, diu que no pot casar-se amb Yvette perquè el seu dot és massa baix. Llavors Jeffrey va a parlar amb la seva filla i li diu que fugir dels seus problemes no els solucionarà. Es queda i actua al concert mentre el seu pare, Toni i Stanley la miren amb orgull.

## Repartiment
- Walter Pidgeon com a Jeffrey Evans
- Jane Powell com a Christine Evans
- Josep Iturbi Bàguena com ell mateix[2]
- Roddy McDowall com a Stanley Owen
- Ilona Massey com la comtessa Toni Karpathy
- Xavier Cugat com ell mateix
- Hugo Haas com Angus, el majordom d'Evans
- Helene Stanley com a Yvette Baranga
- Mikhail Rasumny com a Baranga
- William "Bill" Phillips com a Sam, el xofer d'Evans
- Amparo Iturbi com ella mateixa
- Tonia Hero com a ratolí (nét d'Iturbi)
- Teresa Hero com a ratolí (nét d'Iturbi)

## Banda sonora
- I Think of You
  - Música basada en Concert per a piano núm.2 de Serguei Rakhmàninov
  - Adaptació musical i lletra de Jack Elliott i Don Marcotte
- Someone to Love
  - Música de Paul Abraham
  - Lletra de Ralph Freed
- These Patient Years
  - Música de Sammy Fain
  - Lletra de Ralph Freed
- Holiday in Mexico
  - Música de Sammy Fain
  - Lletra de Ralph Freed
- You, So It's You
  - Música de Nacio Herb Brown
  - Lletra de Earl K. Brent
- And Dreams Remain
  - Música de Raoul Soler
  - Lletra de Ralph Freed
- Walter Winchell Rhumba
  - Música de Noro Morales
- Yo Te Amo Much - And That's That
  - Escrit per Sam H. Stept, Ervin Drake, Xavier Cugat & Noro Morales
- Piano Concerto No. 2 in C Minor
  - Música de Serguei Rakhmàninov
- Polonesa en la bemoll major, op. 53
  - Música de Frédéric Chopin
- Linda Mujer
  - Escrit per Raphael Duchesne
- Liebestod
  - de Tristan und Isolde
  - Música de Richard Wagner
- Italian Street Song
  - Música de Victor Herbert
  - Lletra de Rida Johnson Young
- Good Night, Sweetheart
  - Escrita per Ray Noble, Jimmy Campbell and Reginald Connelly
- Les filles de Cadiz
  - Música de Léo Delibes
  - Lletra de Alfred de Musset
- Csak Egy Szep Lany
  - Tradicional
- The Music Goes 'Round and 'Round
  - Escrita per Mike Riley, Edward Farley i 'Red' Hodgson
- Three Blind Mice
  - Traditional
- Ave Maria
  - Música de Franz Schubert

## Recepció
La pel·lícula va guanyar 3.766.000 dòlars als Estats Units i Canadà i 1.957.000 dòlars a altres llocs, el que va suposar un benefici de 910.000 dòlars.